# Protracheoniscus tashkentensis
Protracheoniscus tashkentensis is een pissebed uit de familie Trachelipodidae. De wetenschappelijke naam van de soort is voor het eerst geldig gepubliceerd in 1930 door Karl Wilhelm Verhoeff.